# Michelle Phillips
Michelle Phillips, pseudonimo di Holly Michelle Gilliam (Long Beach, 4 giugno 1944), è una cantante, cantautrice e attrice statunitense, membro fondatore del gruppo folk rock The Mamas & the Papas, del quale è l'unica componente ancora in vita.
È la madre di Chynna Phillips, moglie dell'attore William Baldwin.

## Biografia

### 1944-1964: primi anni di vita
Michelle nasce il 4 giugno 1944 a Long Beach, in California, secondogenita di Joyce Leone (1920 - 1950), una contabile canadese, e di Gardner Burnett Gilliam (1914 - 1996), un marinaio mercantile di San Diego. Aveva una sorella maggiore, Russell Ann (1943 - 2018). Sua madre ha sofferto di problemi cardiaci derivanti da un attacco di febbre reumatica durante l'infanzia, inclusa endocardite infettiva, ed è deceduta per un'emorragia cerebrale correlata quando Michelle aveva cinque anni. Riflettendo sulla malattia di sua madre, Michelle disse: "Sapevano che era solo una questione di tempo... La sera si sarebbe sdraiata sul divano, ascoltando mio padre che leggeva per lei. Una notte, dopo che io e mia sorella fummo messe a letto, mia madre, appena alzata la testa, rimase incosciente sul divano, e questo è quanto."
Dopo la morte di sua madre, il padre di Michelle, desideroso di cambiare vita, trasferì la famiglia a Buffalo, New York, dove vissero per nove mesi mentre lavorava come barista. Successivamente tornarono in California, stabilendosi a Pasadena. Nel giugno del 1951, due giorni dopo il settimo compleanno di Michelle, si trasferirono nuovamente a Città del Messico, in Messico, dove suo padre si era iscritto per studiare sociologia al college Mexico City. Michelle trascorse i sei anni seguenti in Messico, dove frequentò le scuole pubbliche e divenne fluente in spagnolo. Durante tutta la sua infanzia, lo spagnolo è stata la principale lingua con cui Michelle scriveva, anche se in seguito ha imparato a scrivere in inglese. Ha risieduto con suo padre e sua sorella nel distretto di Roma Sur di Cuauhtémoc. Michelle ha dichiarato che le esperienze vissute tra culture diverse da lei e sua sorella "ci hanno aiutato a superare la morte di mia madre, e invece di soffrire siamo diventate molto forti, indipendenti e libere".
All'età di tredici anni, Michelle tornò negli Stati Uniti con suo padre e sua sorella, stabilendosi nuovamente a Los Angeles. Lì divenne amica d'infanzia di Sue Lyon. Michelle ha frequentato diverse scuole superiori a Los Angeles, tra cui la Alexander Hamilton High School, e successivamente la Marshall High School. Mentre era studente, Michelle praticò diversi sport, dedicandosi nel frattempo allo studio del pianoforte, della chitarra e del violoncello. Durante il suo secondo anno, dopo essere stata sorpresa a saltare le lezioni e successivamente a falsificare i permessi di assenza, Michelle fu espulsa dalla Marshall High School. Successivamente si trasferì alla Eagle Rock High School.
A metà del 1961, all'età di 17 anni, Michelle si trasferì a San Francisco per vivere con la sua amica, Tamar Hodel, e iniziò a lavorare come modella. È apparsa in un cartellone pubblicitario per la birra Lucky Lager e nelle pubblicità stampate per i costumi da bagno del marchio Cole. Michelle si immerse rapidamente nella scena musicale e nella vita notturna controculturale di San Francisco. In un club di San Francisco nel luglio del 1961, conobbe John Phillips mentre era in tournée in California con la sua band, The Journeymen, e i due iniziarono una storia d'amore appassionata. John divorziò dalla sua prima moglie e sposò Michelle il 31 dicembre 1962, quando quest'ultima aveva diciotto anni.

### 1965-1969: The Mamas & the Papas
Dopo il suo matrimonio con John a diciotto anni, la coppia si trasferì a New York City, dove iniziarono a scrivere canzoni insieme. Lì, Michelle divenne un membro fondatore dei The Mamas & the Papas, contribuendo a formare la parte vocale del gruppo nel 1965. Ha co-scritto alcuni dei successi della band, tra cui California Dreamin', che appare nel loro album di debutto If You Can Believe Your Eyes and Ears (1966).
La registrazione del secondo album dei The Mamas and the Papas, intitolato The Mamas and the Papas (1966) e talvolta definito Cass, John, Michelle, Dennie, i cui nomi appaiono così sopra il nome della band sulla copertina) venne interrotta quando Michelle iniziò ad esser indiscreta sulla sua relazione con Gene Clark dei The Byrds. La relazione avuta l'anno precedente da Michelle e il compagno di band Denny Doherty venne perdonata; Denny e John si erano riconciliati e avevano scritto "I Saw Her Again" (1966) basata sull'episodio, anche se in seguito non furono d'accordo su quanto Doherty contribuì alla canzone. Questa volta, però, John era determinato a licenziare sua moglie. Dopo aver consultato il loro avvocato e l'etichetta discografica, lui, Cass e Denny espulsero Michelle dal gruppo con una lettera, il 28 giugno 1966. Michelle fu riassunta poco dopo, quando i tre membri originali conclusero che, al suo rimpiazzo con Jill Gibson, mancava il "carisma sul palcoscenico" di Michelle, la quale rientrò nel gruppo il 23 agosto 1966. Dopo il reintegro di Michelle, la band iniziò un breve tour della costa orientale, suonando una serie di spettacoli precari a Washington, DC, Baltimora, Maryland e alla Fordham University di New York.
Dopo essere tornato in California e stabilitosi a Los Angeles, il gruppo registrò il suo terzo album, The Mamas & The Papas Deliver (1967). Nel giugno 1967, Michelle si esibì con il gruppo al Monterey Pop Festival di Monterey, in California, un evento organizzato da John Phillips e Lou Adler. Il festival ha anche influenzato altri importanti musicisti della controcultura con sede in California e spettacoli rock psichedelici, tra cui i Jefferson Airplane, Janis Joplin e Jimi Hendrix.
Nell'agosto 1967 la band si esibì per l'ultima volta dal vivo all'Hollywood Bowl. Michelle avrebbe continuato a registrare un quarto e ultimo album con la band, The Papas & The Mamas (1968), prima di andare in pausa. Nel febbraio 1968 diede alla luce Chynna Phillips, che divenne cantante con il trio pop degli anni novanta Wilson Phillips. Michelle e John, il cui matrimonio stava fallendo, divorziarono nella contea di Los Angeles nel maggio del 1969 quando Chynna aveva un anno e mezzo. I Mamas and the Papas si sciolsero ufficialmente due anni dopo, nel 1971, prima dell'uscita dell'ultimo album, People Like Us, registrato per adempiere agli obblighi contrattuali con la loro etichetta discografica.
Debuttò al cinema nel 1971, nel film diretto da Dennis Hopper Fuga da Hollywood.
Candidata al Golden Globe come migliore attrice debuttante per il film diretto da John Milius Dillinger (1973), recitò in diversi film degli anni settanta, tra le quali Valentino (1977), Shampoo (1975) e Linea di sangue (1979).
Attiva anche nelle serie televisive, nel 1991 si aggiudicò un Soap Opera Digest Awards per la partecipazione a California. Dal 1997 al 1998 fu la mamma di Valerie Malone in Beverly Hills 90210.
Il brano California Dreamin', eseguito coi The Mamas & the Papas, ha fatto da colonna sonora a pellicole come Forrest Gump, Congo, Hong Kong Express, ad un episodio della serie tv Californication, ad un episodio della serie tv sci-fi Stranger Things ed anche al film Dragon - La storia di Bruce Lee.

## Filmografia

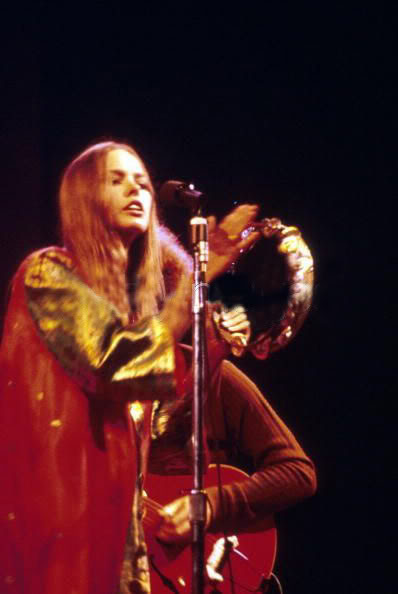
Michelle Pillips al Monterey Pop Festival nel 1967

### Cinema
- Fuga da Hollywood (The Last Movie), regia di Dennis Hopper (1971)
- Dillinger, regia di John Milius (1973)
- Miracle, regia di Edward Ruscha (1975)
- Shampoo, regia di Hal Ashby (1975)
- Valentino, regia di Ken Russell (1977)
- Linea di sangue (Bloodline), regia di Terence Young (1979)
- Il detective con la faccia di Bogart (The Man with Bogart's Face), regia di Robert Day (1980)
- Savage Harvest, regia di Robert L. Collins (1981)
- Sogno americano (American Anthem), regia di Albert Magnoli (1986)
- Felice e vincente (Let It Ride), regia di Joe Pytka (1989)
- Keep On Running, regia di Holm Dressler (1991)
- Scissors - Forbici (Scissors), regia di Frank De Felitta (1991)
- Caccia mortale (Joshua Tree), regia di Vic Armstrong (1993)
- Lost in the Pershing Point Hotel, regia di Julia Jay Pierrepont III (2000)
- The Price of Air, regia di Josh Evans (2000)
- March, regia di James P. Mercurio (2001)
- Jane White Is Sick & Twisted, regia di David Michael Latt (2002)
- Harry + Max, regia di Christopher Münch (2004)
- Trailer for a Remake of Gore Vidal's Caligula, regia di Francesco Vezzoli (2005)
- Kids in America, regia di Josh Stolberg (2005)
- Unbeatable Harold, regia di Ari Palitz (2006)
- Svik, regia di Häkon Gundersen (2009)

### Televisione
- Difesa a oltranza (Owen Marshall, Counselor at Law) – serie TV, un episodio (1973)
- Aspettando il domani – serie TV (Search for Tomorrow) (1951)
- The Death Squad – film TV (1974)
- The California Kid – film TV (1974)
- Aspen (1977)
- The Users – film TV (1978)
- Fantasilandia (Fantasy Island) – serie TV, 7 episodi (1979-1984)
- Il transatlantico della paura (The French Atlantic Affair) (1979)
- Vega$ – serie TV, 2 episodi (1980)
- Love Boat (The Love Boat) – serie TV, 5 episodi (1981-1984)
- Moonlight – film TV (1982)
- Matt Houston – serie TV, un episodio (1982)
- Hotel – serie TV, 7 episodi (1983-1986)
- Professione pericolo (The Fall Guy) – serie TV, un episodio (1983)
- Murder Me, Murder You – film TV (1983)
- The Mississippi – serie TV, un episodio (1983)
- Automan – serie TV, un episodio (1984)
- Secrets of a Married Man – film TV (1984)
- Detective per amore (Finder of Lost Loves) – serie TV, un episodio (1984)
- La signora in giallo (Murder, She Wrote) - serie TV, episodio 1x09 (1984)
- T.J. Hooker – serie TV, un episodio (1985)
- Covenant – film TV (1985)
- Glitter – serie TV, un episodio (1985)
- L'ora del mistero- Ep.  Paint me a murder (Hammer House of Mystery and Suspense) – serie TV, episodio 1x09 (1986)
- Stark - Immagine allo specchio (Stark: Mirror Image) – film TV (1986)
- California (Knots Landing) – serie TV, 88 episodi (1987-1993)
- Assault and Matrimony – film TV (1987)
- Alfred Hitchcock Presents – serie TV, un episodio (1988)
- Star Trek: The Next Generation – serie TV, stagione 1 episodio 24 Ricordare Parigi (1988)
- Mike Hammer: Murder Takes All – film TV (1989)
- Trenchcoat in Paradise – film TV (1989)
- Second Chances – serie TV, 4 episodi (1993-1994)
- Intesa fatale (Rubdown) – film TV (1993)
- Detective in corsia (Diagnosis Murder) – serie TV, 2 episodi (1994-1999)
- La legge di Burke (Burke's Law) – serie TV, un episodio (1994)
- Ma che ti passa per la testa? (Herman's Head) – serie TV, un episodio (1994)
- Heaven Help Us – serie TV, un episodio (1994)
- Lois & Clark - Le nuove avventure di Superman (Lois & Clark: The New Adventures of Superman) – serie TV, un episodio (1995)
- No One Would Tell – film TV (1996)
- I ragazzi di Malibu (Malibu Shores) – serie TV, 10 episodi (1996)
- Too Something – serie TV, un episodio (1996)
- Pretty Poison – film TV (1996)
- Beverly Hills 90210 – serie TV, 9 episodi (1997-1998)
- The Big Easy – serie TV, un episodio (1997)
- Pauly – serie TV, un episodio (1997)
- Knots Landing: Back to the Cul-de-Sac – miniserie TV, un episodio (1997)
- Spicy City – serie TV, 5 episodi (1997)
- I magnifici sette (The Magnificent Seven) – serie TV, 3 episodi (1998-2000)
- Love Boat: The Next Wave – serie TV, un episodio (1998)
- Rude Awakening – serie TV, 3 episodi (1999-2001)
- Providence – serie TV, un episodio (1999)
- Sweetwater – film TV (1999)
- Twice in a Lifetime – serie TV, un episodio (2000)
- 919 Fifth Avenue – film TV (2000)
- Popular – serie TV, 2 episodi (2000)
- Così è la vita (serie televisiva) – serie TV, 2 episodi (2001-2002)
- Settimo cielo (7th Heaven) – serie TV, 3 episodi (2001-2004)
- Stop at Nothing – film TV (2001)
- All About Us – serie TV, un episodio (2001)
- Spin City – serie TV, un episodio (2001)
- Abby – serie TV, un episodio (2003)

## Doppiatrici italiane
Nelle versioni in italiano dei suoi lavori, Michelle Phillips è stata doppiata da:
- Vittoria Febbi in Dillinger, Star Trek: The Next Generation
- Serena Verdirosi in Linea di sangue
- Sonia Scotti in California
- Aurora Cancian in La signora in giallo
- Maria Pia Di Meo in Alfred Hitchcock presenta

Da doppiatrice è sostituita da:
- Laura Boccanera in Spicy City